# Baba Shamal
Die persischsprachige Zeitschrift Baba Shamal (persisch بابا شمل, DMG Bābā Šamal) war eines der bekanntesten politischen Satiremagazine des Iran. Der Gründer Reżā Ganjaʾī (1918–1995) publizierte es zwischen 1943 und 1945 regelmäßig wöchentlich, und nach seiner Rückkehr aus Europa 1947 erschienen noch weitere 50 Ausgaben.
Ganjaʾī, ein Kabinettsmitglied und Universitätsprofessor für Ingenieurwesen, hatte vor und nach seiner Herausgeberschaft einige wichtige Positionen in Ministerien und im Banken- und Versicherungswesen inne.
Seine Artikel veröffentlichte er unter dem Pseudonym „Donb-al-mohandesīn“. Zu seinen Unterstützern und Mitarbeitern gehörten viele bekannte iranische Satiriker, Poeten und Autoren, u. a. Rahī Moʿayyerī („Zāḡča“), Eqteṣād („Shaikh Pašm-al-Dīn“), Fozūnī („Mohandes-al-Šoʿarāʾ“) und Ṣahbā („Shaikh Somā“).
Die Zeitschrift war im Iran weit verbreitet und zeichnete sich durch ihre Alltagssprache und einen umgangssprachlichen Stil aus. Das allgemeine satirische Meinungsbild der Autoren fand seinen Ausdruck in zahlreichen Artikeln über die aktuelle Tagespolitik, die durch teilweise farbige Karikaturen und Zeichnungen ergänzt wurden. Im Großen und Ganzen war die Haltung der Zeitschrift nationalistisch, unabhängig und gemäßigt, ihre Kritik führte unter dem Druck der Zensur jedoch letztendlich 1947 zur Einstellung ihrer Herausgabe.